# Агроклиматология
Агроклиматология – дял от агрометеорологията за връзката между климата и продуктивността на селскостопанските растения и животни. Изучава изискванията на селското стопанство към климатичните условия и численото им представяне във вид на агроклиматични показатели. Изследва географското разпределение на получените показатели.